# Арнемлендские языки
| Пама-ньюнгские языки Пунупские языки Ворорские языки Каравские языки Киимпиюские языки Кунвинькуские языки Дейлийские языки Йиррамские языки Тяракские языки | Йиватьянские языки Ларакия Лимилнганские языки Нюлнюлские языки Тиви Умбукарла-нгурмбурские языки Западно-барклийские языки |

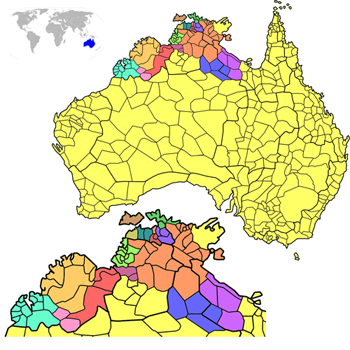
Языковые семьи австралийских аборигенов; представленные в значительной части на полуострове Арнем-ленд — подчёркнуты:

Арнемлендские языки — название двух предположительных объединений языковых семей австралийских языков полуострова Арнем-ленд на севере Австралии.
| семья         | гипотеза Эванса | группа Диксона |
| ------------- | --------------- | -------------- |
| Дейлийская    |                 |                |
| Ларакия       |                 |                |
| Лимилнганская |                 |                |
| Нгунбуть      |                 |                |
| Нгатшук       |                 |                |
| Какутю        | +               | +              |
| Умбукарла     | +               |                |
| Нгурмбур      |                 |                |
| Букунитя      |                 |                |
| Кунтьейми     |                 |                |
| Киимпиюская   | +               |                |
| Иватьянская   | +               |                |
| Бураррская    | +               | +              |
| Кунвинькуская |                 | +              |
| Энинтильяква  |                 | +              |

Арнемлендская макросемья (Arnhem Land macrofamily), также макро-кунвинькуанская семья, — предложена Н. Эвансом, включает бураррскую, иватьянскую, киимпиюскую семьи и изоляты какутю и умбукарла.
«Арнемлендская группа» («Arnhem Land group») Роберта Диксона — ареальное объединение, включающее кунвинькускую и бураррскую семьи и изоляты какутю и энинтильяква.
Кроме того, на полуострове распространены ещё 2 семьи, около 6 изолированных и неклассифицированных языков и несколько языков пама-ньюнгской семьи. Все они представлены в таблице слева, в примерном порядке с запада на восток.